# Joseph Fadelle

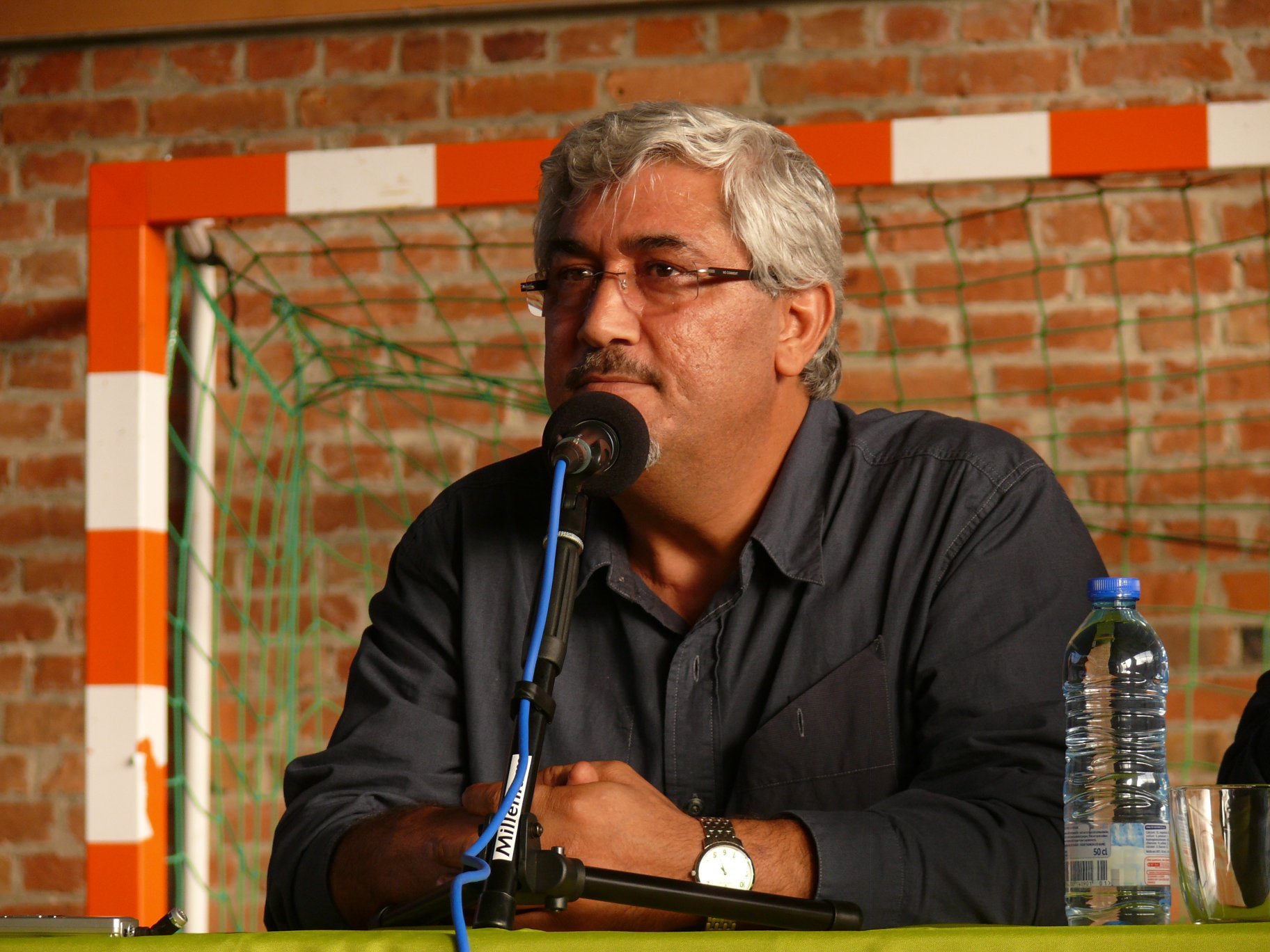
Joseph Fadelle (2014)

Joseph Fadelle (* 1964 im Irak als Mohammed al‑Sayyid al‑Moussawi, arabisch: arabisch محمد السيد الموسوي) ist ein irakisch-französischer Schriftsteller und römisch-katholischer Konvertit aus dem schiitischen Islam.

## Biografie
Fadelle wurde in die wohlhabende, aristokratische schiitische Familie Mousavi im Irak geboren, die sich selbst als Nachfahren des Propheten Mohammad über Imam Mūsā al-Kāzim sieht.
Während seines Militärdienstes 1987 lernte er einen christlichen Kameraden namens Massoud kennen. Trotz anfänglicher Abneigung führte ihr Zusammensein zu einer intensiven Auseinandersetzung mit dem Christentum. Im Verlauf entstand ein tiefes Interesse, das durch intensive Auseinandersetzung mit der Bibel und dem Koran sowie durch einen prägenden Traum, in dem ihm ein Mann begegnete, den Fadelle später als Jesus Christus interpretierte und der vom „Brot des Lebens“ sprach.
Fadelle konvertierte heimlich und inoffiziell, da sich zunächst kein Priester fand, der ihm die Taufe gespendet hätte, da dies sowohl für den Geistlichen, als auch für Fadelle selbst die Todesstrafe bedeutet hätte. Er nahm den Namen „Joseph“ an. Seine Frau folgte ihm, als sie von seiner inneren Wandlung erfuhr. Schließlich fand sich ein Ordenspriester, der das Paar heimlich im christlichen Glauben zur Vorbereitung auf die Taufe unterrichtete. Doch nachdem seine weitere Familie das Geheimnis entdeckte, wurde eine Fatwa gegen ihn ausgesprochen. Er wurde von seinem Cousin und dem politischen Regime Saddam Husseins festgenommen und monatelang gefoltert; seine Freilassung erfolgte erst nach dem Tod des Cousins.
Fadelle floh durch Jordanien, wo er knapp einem Mordanschlag durch seine Brüder und Onkel entkam. Dort wurden er, seine Frau und die beiden Kinder heimlich katholisch getauft. Ein UNHCR-Beamter beschuldigte ihn zudem fälschlich der Beteiligung an einem Giftgasangriff auf Kurden. 2001 gelang ihm schließlich die Übersiedlung nach Frankreich, wo er seit 2007 französischer Staatsbürger ist.
Wegen andauernder Todesdrohungen lebt er mit Polizeischutz und tritt regelmäßig öffentlich auf – etwa bei interreligiösen Veranstaltungen.
In seine Autobiografie Der Preis, den man zahlen muss schildert er seine Wandlung, die Auseinandersetzung mit dem Glauben und die Folgen seiner Entscheidung. Das Buch betont, er sehe Mohammad eher als politischen Strategen denn als religiöse Figur, und beschreibt den Islam als „Gefängnis“, aus dem ihn die Konversion befreit habe. In dem Magazin L’Express wurde das Buch als „ergreifend“ (poignant) und „schriftliche Darstellung dessen, was Millionen von Christen im Nahen Osten täglich erleiden,“ gewürdigt.

## Werke und Publikationen
- Le Prix à payer (Der Preis, den man zahlen muss; französisch: 2010, L’Œuvre Éditions. ISBN 978-2-35631-060-6). Internationale Ausgaben:
  - The Price to Pay: A Muslim Risks All to Follow Christ (Ignatius Press, Englisch, 2012)
  - Spanisch: El precio a pagar (2011)
  - Italienisch: Il prezzo da pagare (2011)
  - Portugiesisch: O Preço a pagar (Portugal)
  - Niederländisch: Duur betaald (Belgien, 2011)
  - Deutsch: Das Todesurteil – Als ich Christ wurde im Irak (2011), ISBN 978-3863571405.